# خط کنترل

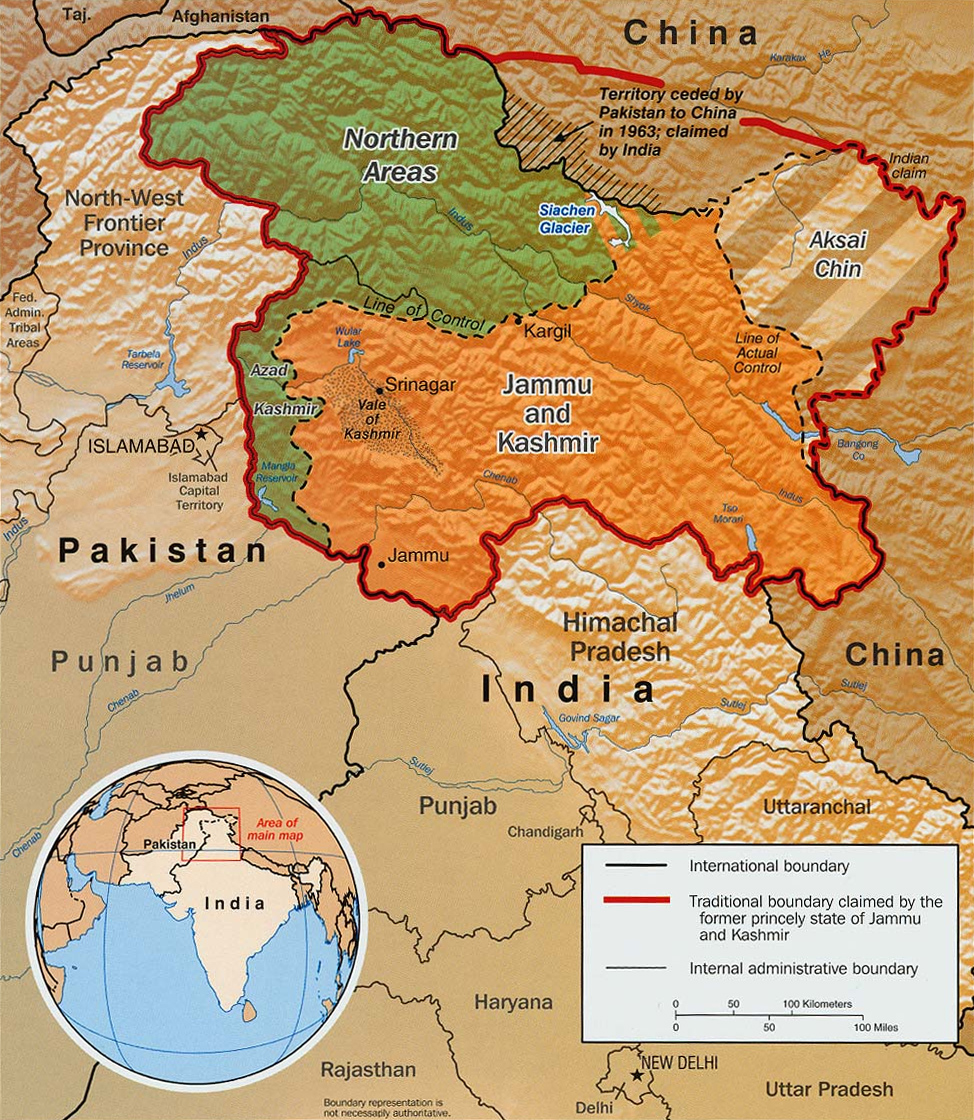
مناطق سبزرنگ تحت کنترل پاکستان شامل دو بخش گلگت-بلتستان در شمال و کشمیر آزاد در جنوب است. مناطق نارنجی تحت کنترل هند شامل ایالت جامو و کشمیر و منطقه هاشورخورده مورب در شرق، موسوم به اقصای چین و تحت کنترل دولت چین است.

خط کنترل (انگلیسی: Line of Control) که به اختصار LoC نامیده می‌شود، به خط کنترل نظامی میان بخش‌های تحت کنترل هند و پاکستان در ایالت شاهزاده‌نشین پیشین جامو و کشمیر گفته می‌شود که صورت دفاکتو مرز این دو کشور به‌شمار می‌رود ولی به عنوان یک خط مرزی بین‌المللی به رسمیت شناخته نشده‌است. این خط که در ابتدا خط آتش‌بس نام داشت، بر پایه توافق‌نامه سیلما که در ۳ ژوئیه ۱۹۷۲ امضا شد، خط کنترل نام گرفت. بخش تحت کنترل هند ایالت جامو و کشمیر نام دارد و بخش تحت کنترل پاکستان به کشمیر آزاد و گلگت-بلتستان تقسیم شده‌است. شمالی‌ترین نقطه خط کنترل NJ9842 نام دارد.
خط آتش‌بس دیگری ایالت جامو و کشمیر تحت کنترل هند را از منطقه اقصای چین که تحت کنترل دولت چین است، جدا می‌سازد. امتداد این خط به سمت شرق، به نام خط کنترل واقعی (LAC) شناخته می‌شود.
بیل کلینتون رئیس‌جمهور پیشین آمریکا، شبه‌قاره هند و به‌ویژه خط کنترل کشمیر را به عنوان یکی از خطرناک‌ترین مناطق دنیا معرفی کرده‌است.